# Leptocera ariana
Leptocera ariana är en tvåvingeart som beskrevs av Papp 1978. Leptocera ariana ingår i släktet Leptocera och familjen hoppflugor. Inga underarter finns listade i Catalogue of Life.